# ピアノソナタ (グバイドゥーリナ)
ピアノソナタ (Sonata for Piano) は、ロシアの作曲家、ソフィア・グバイドゥーリナが1965年に作曲したピアノ曲である。

## 楽曲構成
全3楽章からなる。演奏時間は約15分。
1. Allegro
2. Adagio
3. Allegretto